# 商品市場

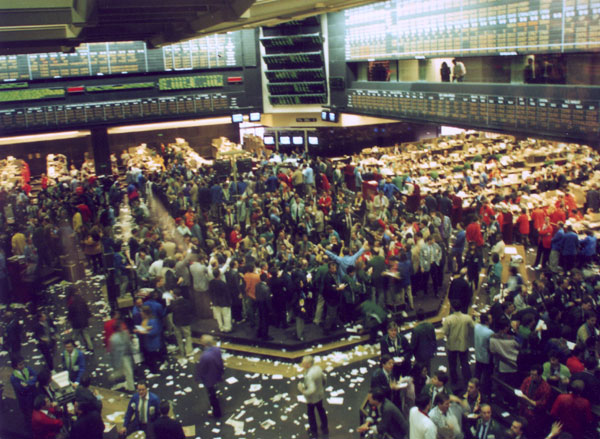
シカゴ商品取引所先物市場

商品市場（しょうひんしじょう、commodity market、コモディティ市場またはコモディティ・マーケットとも）は、カカオ、果物、砂糖などの第一次産業の産品（ソフトコモディティと呼ばれる）および金や石油などの鉱業産品（ハードコモディティと呼ばれる）が取引される市場である。先物取引は、商品に投資する最も古い方法であり、先物は物的資産によって担保されている。商品市場には、現物取引と、スポット取引、先渡取引（フォワード取引）、先物取引および先物取引のオプションを使用したデリバティブが含まれる。農業従事者は、収穫物の価格価変動リスクを管理するために何世紀にもわたって商品市場で単純なデリバティブ取引を使用してきた。
デリバティブとは、その価値が原資産(underlier)と呼ばれる商品から派生した金融商品である。デリバティブは、市場デリバティブまたは店頭デリバティブ（OTC）のいずれかである。こんにち、ますます多くのデリバティブが、先物取引所や店頭（リーマンショック後、相対取引でもクリアリングハウス（中央清算機関）を介した決済が求められるようになった）で取引されている。
先物取引、スワップ取引（1970年代-）、商品ETF（ETC）（2003年-）、先物契約などのデリバティブは、商品市場の主要な取引手段になっている。先物は規制された商品取引所で取引される。店頭（OTC）契約は、「契約当事者間で直接締結された、私的に交渉された相対契約」である。
上場投資信託（ETF）は、2003年に商品取扱を開始した。金ETFは「電子金」に基づいており、ロンドン金市場などの保管場所での保険と保管の追加コストがかかる物理的な地金の所有権を伴わない。ワールドゴールドカウンシル（World Gold Counci）によると、ETFにより、投資家は、物理的な商品としての金に由来する価格ボラティリティのリスクなしに、金市場に参加できる。

## 歴史
商品と金（コモディティとマネー）を扱う原始的な商品市場は、紀元前4500年から4000年の間にシュメールで始まったと考えられている。シュメール人は、最初に粘土の容器に密封された粘土製のトークンを使用し、次に、配達される山羊の数などの量を表すために粘土の筆記用タブレットを使用した。引き渡しの日時を定めたこれらの約束は先物契約に似ている。
初期の文明では、豚や珍しい貝殻のような色々な実用品を実物貨幣（商品貨幣）として利用していた。それ以来、トレーダーは取引契約を簡素化および標準化する方法を模索してきた。
貴金属である金と銀の市場は古典文明で発達した。当初、貴金属はその美しさと本質的な価値で評価され、王権と関連付けられていた。やがて、それらは取引に使用され、他の商品または労働力の支払いと交換されるようになった。金は使用時に計量され、それから貨幣となった。金の持つ希少性、密度の高さ（重さ）、そして簡単に溶かし成形できるといった特質が、それを自然な取引資産とした。
10世紀後半から、商品市場は、ヨーロッパ全体に商品、労働力、土地、資本を割り当てるためのメカニズムとして成長した。11世紀後半から13世紀後半にかけて起きた都市化、地域の専門化、インフラストラクチャの拡張や改善、貨幣（コイン）の使用の増加、市場（マーケット）と販売会（フェア）の急増は、商業化の進展の証拠だった。
1597年にオランダのホラント州が商品取引の統一のために実施した調査によれば、当時の地方の農村に存在していた計量施設は14世紀後半から15世紀初頭に起源を持つ物が多数あった。これが存在する場合、村人は地元で生産されたチーズとバターを計量するためにハールレムやアムステルダムのような都会まで行く必要がなくなった。
最初の証券取引所としてしばしばあげられるアムステルダム証券取引所は、商品取引のための市場として始まった。アムステルダム証券取引所での初期の取引では、空売り、先渡契約、オプションなど、非常に洗練された契約を使用することがあった。
「取引所は、1530年に商品取引所として建てられ、1608年に再建された、屋外の会場であるアムステルダム証券取引所で行われた。商品取引自体は比較的最近の発明であり、ほんの一握りの都市にしか存在しませんでした」
1864年、小麦、トウモロコシ、牛、豚の標準的な商品が、現存する最古の先物取引所であるシカゴ商品取引所（CBOT）で取引された。その他の食料品は商品取引所法（Commodity Exchange Act）で追加され、1930年代と1940年代にCBOTを通じて取引され、穀物から米、製粉飼料、バター、卵、アイルランドのジャガイモ、大豆までリストが拡大した。
成功する商品市場では、地金に含まれている金の純度など、各商品を取引に受け入れられるようにするために、商品の均質性（ばらつき）に関する幅広いコンセンサスが必要だった。古典文明は、金や銀を香辛料、布、木、武器と交換する複雑な世界市場を構築した。そのほとんどは、品質と適時性の基準を持っていた。
19世紀を通じて、「取引所は、州間および国際貿易の拡大への道を開いた、輸送、倉庫保管、および資金調達の改善のための効果的なスポークスマンおよびイノベーターになった」
評価と清算が中心的な関心事になり、それらを最も効果的に処理できる国家は強力な金融センターを生み出した。

## 商品価格指数
1934年、アメリカ労働統計局、1940年に一般に公開された日次商品価格指数の計算を開始した。1952年に、労働統計局は、市場が経済状況の変化によって最初に影響を受けたと推定される22の敏感な基本商品の価格変動を測定するスポット市場物価指数を発表するようになった。それは事業活動の直近の変化の1つの初期の兆候として利用されている。

## 商品指数ファンド
コモディティインデックスファンドは、商品価格指数に連動した運用成績を目指すファンドである。ほぼすべての場合において、インデックスは実際には商品先物指数である。初の商品先物指数は、1933年に始まったダウジョーンズ商品指数だった。
最初の実質的に投資可能な商品先物指数は、1991年に算出開始され、ゴールドマンサックス商品指数（GSCI、現在のS&P GSCI）だった。1998年にはダウ・ジョーンズ-UBS商品指数（現在のブルームバーグ商品指数）が開発された。GSCIは24種類の商品先物で構成され、世界のコモディティ生産量の時価総額の加重指数として見られている。DJ AIGには、1つの商品の比率を定期的に制限し、比率が小さくなりすぎた商品を削除するメカニズムがあった。そのほかの代表的な指数には、1957年に算出開始されたCRB指数（2005年に計算方法が変更されており、元々の各商品のウェイトを均等とする指数はリフィニティブ等重量商品指数に引き継がれている）やロジャース国際商品指数がある。

## 現物
現物商品または「実際の商品」とは、デリバティブとは異なり、誰かが売買/取引している物理的な商品（小麦、トウモロコシ、大豆、原油、金、銀など）を指す。

## コールオプション
コールオプションでは、参加者は、買い手が特定の時間（満期）にオプションの売り手から特定の商品または金融商品（原資産）の合意された量を購入する権利を購入するが義務を購入しない金融契約オプションを締結する日付）特定の価格（行使価格）。売り手（または「ライター」）は、買い手がそのように決定した場合、商品または金融商品を販売する義務がある。買い手はこの権利に対して料金（プレミアムと呼ばれる）を支払う。

## 電子商品取引
ニューヨーク証券取引所（NYSE）に代表される伝統的な証券取引所などほとんどの取引活動はブローカーとディーラー間の対面の立ち会い取引で行われていた。1994年6月にFIX（Financial Information eXchange）プロトコルが公開され、市場取引に関する情報の国際的なリアルタイム取引が可能になった。米国証券取引委員会は、2001年4月までに米国株式市場にヤード・ポンド法から十進法への転換するように命じた。メートル法化、つまりヤード・ポンド法からメートル法への変換は、20世紀を通じて増加した。
最終的に、FIX準拠のインターフェースは、FIXプロトコルを使用する全世界の商品取引所によって採用された。2000年、シカゴ商品取引所とシカゴ・マーカンタイル取引所（後に世界最大の先物取引所であるCMEグループに統合）は、FIX 4.2準拠のインターフェースにアップグレードした。
2011年までに、電子取引の代替取引システム（ATS）は、人間のディーラーの仲介なしにコンピューターを売買することを特徴としていた。高頻度取引（HFT）アルゴリズム取引は、「恐竜フロアトレーダー」をほぼ段階的に滅ぼした。

### グローバル市場の複雑さと相互接続性
1990年代以降のエマージング・マーケット（ブラジル、ロシア、インド、中国などのEME）の力強い成長は、「商品市場をスーパーサイクルへと駆り立てました」。コモディティ市場の規模と多様性は国際的に拡大し、年金基金とソブリン・ウエルス・ファンドは、通貨安へのエクスポージャーが少ない資産クラスに分散するために、コモディティにより多くの資本を割り当て始めた。
2012年、新興市場経済の減速に伴い、商品価格はピークに達し、下落し始めた。2005年から2013年まで、エネルギーと金属の実質価格は長期平均をはるかに上回っていた。2012年には、実物の食料価格は1982年以来最高だった。
2013年4月12日、金地金の価格は劇的に下落し、アナリストは必死に説明を求めた。欧州中央銀行（ECB）が、金融危機に対応してキプロスに金準備の売却を強制するという噂が広まった。ゴールドマン・サックスなどの大手銀行はすぐに金地金をショートさせ始めた。投資家は上場投資信託（ETF）を清算するためにスクランブルをかけ、追証が加速した。カナダロイヤル銀行（RBC）のウェルスマネジメント部門の貴金属商品専門家であるGeorge Geroは、商品市場での40年間、これほどパニックに陥った金地金の取引を見たことがないと報告した。
SPDR Gold Shares NYSE Arca: GLDなどの最も初期の商品上場投資信託（ETF）とiシェアーズシルバートラストNYSE Arca: SLV、実際に物理的な商品を所有していた。これらに似ているのはNYSE Arca: PALL （パラジウム）とNYSE Arca: PPLT （プラチナ）。ただし、ほとんどの上場投資信託（ETC）は、先物取引戦略を実装している。当時、ロシアのメドヴェージェフ首相は、ロシアが不況に陥る可能性があると警告した。彼は、「私たちはダイナミックで急速に発展している世界に住んでいる。非常にグローバルで複雑なため、変更に対応できない場合がある」と述べた。アナリストは、ロシア経済はコモディティ商品に過度に依存していると主張している。

### 商品市場での契約
スポット契約とは、配達と支払いがすぐに行われるか、少し遅れて行われる契約である。物理的な取引は通常、目視検査を伴い、ファーマーズマーケットなどの物理的な市場では行われる。一方、デリバティブ市場では、目視検査なしで取引できるように、合意された基準の存在が必要となる。

### 標準化
米国の大豆先物は、「GMO、または米国で生産されたインディアナ、オハイオ、ミシガン産のGMOと非GMO No. 2黄色大豆の混合物」である場合、標準グレードではありません（非スクリーニング、保管サイロで）」。それらが「米国で生産されたアイオワ、イリノイ、ウィスコンシン起源のGMOまたはGMOと非GMO No. 2黄色大豆の混合物（非スクリーニング、サイロに保管）」である場合、それらは「成果物グレード」である。州によっては、GMO（遺伝子組換え生物）を受けれないほとんどの有機食品のバイヤーために、その状況を明示する必要がある。
同様の仕様は、綿、オレンジジュース、カカオ、砂糖、小麦、トウモロコシ、大麦、豚バラ肉、牛乳、飼料、果物、野菜、その他の穀物、その他の豆、干し草、その他の家畜、肉、鶏肉、卵、またはその他にも適用される。そのように取引されている他の商品。
コモディティ取引所によるFIXプロトコルの使用により、株式や株式と同じ形式でトレードメッセージを送信、受信、処理できるようになったため、標準化も技術的に行われている。このプロセスは、シカゴマーカンタイル取引所が世界中の商品取引所で採用されたFIX準拠のインターフェースを立ち上げた2001年に始まった。

## デリバティブ
デリバティブは、単純な商品先物契約から、住宅ローン、保険など、あらゆる種類の資産に適用される多様な金融商品グループに進化した。先物契約、スワップ（1970年代-）、上場商品（ETC）（2003-）、先渡契約などがその例である。それらは、正式な取引所または店頭（OTC）を通じて取引できる。たとえば、クレジットデフォルトデリバティブとは異なり、商品市場のデリバティブは、物的資産または商品によって保護されている。

### 先渡取引
先渡取引は、契約が成立したときに定義された特定の価格で、特定の数量の商品を将来の固定日に取引するための当事者間の合意である。固定価格は先渡価格とも呼ばれる。このような先渡契約は、食品および農産物市場における価格設定リスクを軽減する方法として始まった。将来の配達の価格について事前に合意することにより、農民は市場価格の下落の可能性から生産物を保護することができ、対照的に、買い手は市場価格の上昇の可能性から身を守ることができた。
たとえば、17世紀の日本では、先渡契約がコメに使用されていた。

### 先物契約
先物契約は、取引所を通じて取引される標準化された先渡契約である。先物契約では、買い手と売り手は製品、グレード、数量、場所を規定し、価格を唯一の変数として残す
農業先物契約は最も古く、170年以上にわたって米国で使用されている。現代の先物協定は、1840年代にシカゴで始まり、カントリーエレベーターが登場した。中心部に位置するシカゴは、中西部の農民と東海岸の消費者人口の中心地との間のハブとして浮上した。

### スワップ
スワップは、カウンターパーティが一方の金融商品のキャッシュフローを他方の当事者の金融商品のキャッシュフローと交換するデリバティブで1970年代に導入された。

### 上場商品（ETC）
上場商品は、商品のために使用される用語である上場投資信託（ファンド）または商品ETN（ノート）。これらは、単一の商品に基づくトータルリターンインデックスを含む、基礎となる商品インデックスのパフォーマンスを追跡する。それらはETFに似ており、株式ファンドとまったく同じように取引および決済される。ETCは、流動性が保証されたマーケットメーカーのサポートを受けており、投資家は商品に簡単に投資できる。
それらは2003年に導入された。
最初はプロの機関投資家だけがアクセスできたが、オンライン取引所はほとんどすべての人にいくつかのETC市場を開放した。ETCは、2000年の商品供給の逼迫に対応するために導入され、在庫が過去最低となり、中国やインドなどの新興市場からの需要が増加した。
ETCが導入される前は、1990年代までにBGI（バークレイズグローバルインベスターズ、現ブラックロック）によって開拓されたETFが投資信託業界に革命をもたらした。2009年12月末までに、BGI資産は過去最高の1兆ドルに達した。
金は1990年代初頭に上場投資信託（ETF）を通じて証券化された最初の商品だったが、2003年まで取引に利用できなかった。金ETFのアイデアは、2002年5月にインド証券取引委員会に提案を提出したときに、インドのBenchmark Asset Management Company Private Ltdによって最初に正式に概念化された。最初の金上場投資信託は2003年にASXで開始されたGoldBullion Securitiesであり、最初の金上場投資信託は2006年にNYSEで開始されたiShares SilverTrustだった。2010年11月の時点で、コモディティETF、つまりSPDRゴールドシェアーズは時価総額で2番目に大きいETFだった。
一般的に、コモディティETFは、非セキュリティインデックスを追跡するインデックスファンドである。証券に投資しないため、商品ETFは、米国では1940年の投資会社法に基づく投資会社として規制されていないが、公募はSECの審査の対象であり、1934年証券取引所法に基づくSECノーアクションレターが必要である。ただし、商品先物取引委員会（Commodity Futures Trading Commission）による規制の対象となる場合がある。
SPDRゴールドシェアーズNYSE Arca: GLDなどの最も初期の商品ETFとiシェアーズシルバートラストNYSE Arca: SLVは、実際に物理的な商品（たとえば、金と銀のバー）を所有していた。これらに似ているのはNYSE Arca: PALL （パラジウム）とNYSE Arca: PPLT （プラチナ）。ただし、ほとんどのETCは先物取引戦略を実装しており、商品の所有とはまったく異なる結果をもたらす可能性がある。
コモディティETF取引は、エネルギー、金属、ソフト、農業など、ますます多くのコモディティおよびコモディティ指数へのエクスポージャーを提供する。オイルロール、いわゆる前月先物などの多くの商品ファンドは、月ごとに契約する。これは商品へのエクスポージャーを提供するが、投資家は、ロールするための高コストなど、期間構造に沿ったさまざまな価格に関連するリスクにさらされる。
中国とインドのETCは、これらの国々が商品の消費者と生産者として台頭したために重要性を増した。2009年の中国は上場商品の60％以上を占め、前年の40％から増加した。ETCの世界的な量は、2010年に20％、2008年から50％増加し、約25億件の契約になった。

### 店頭（OTC）商品デリバティブ
店頭（OTC）商品デリバティブ取引は、元々、取引所なしで売買両当事者が関与していた。取引所取引は、より優れた透明性と規制保護を提供する。OTC取引では、価格は一般に公表されていない。OTCコモディティデリバティブはリスクが高くなりますが、利益も増える可能性がある。
2007年から2010年の間に、商品の世界的な物理的輸出は2％減少したが、OTC商品デリバティブの未払い価値は、投資家が過去3年間で5倍に増加した後、リスクを軽減したため、3分の2減少した。
管理下の資金は2008年から2010年の間に2倍以上の3800億ドル近くになった。2010年のこのセクターへの流入額は合計600億ドルを超え、前年の720億ドルから2番目に多い年となった。資金の大部分は貴金属とエネルギー製品に使われた。2010年の多くの商品の価格の上昇は、運用資産の価値の増加に貢献した。

## 商品取引所
商品取引所は、様々な商品及びデリバティブが取引されている。世界中のほとんどの商品市場は、農産物やその他の原材料（小麦、大麦、砂糖、トウモロコシ、綿、カカオ、コーヒー、乳製品、豚バラ肉、油、金属など）とそれらに基づく契約を取引している。これらの契約には、スポット価格、先渡、先物とオプションを含めることができる。その他の高度な取引対象には、金利、環境商品、スワップ、または貨物契約が含まれる場合がある。
| 取引所                         | 国                                             | 1か月あたりの取引量$ M |
| ------------------------------ | ---------------------------------------------- | ---------------------- |
| CMEグループ                    | 米国                                           | 268,000,000ドル        |
| 東京商品取引所                 | 日本                                           | -                      |
| ユーロネクスト                 | フランス、ベルギー、オランダ、ポルトガル、英国 | -                      |
| 大連商品交易所                 | 中国                                           | -                      |
| マルチ商品取引所(MCX)          | インド                                         | -                      |
| インターコンチネンタル取引所   | アメリカ、カナダ、中国、イギリス               | -                      |
| アフリカ・マーカンタイル取引所 | ケニア（ナイロビ）                             | -                      |
| ウズベク商品取引所             | ウズベキスタン（タシケント）                   | -                      |

## 取引商品種別
| ランク | 商品                             | US $（ '000）での値 | 情報の日付 |
| ------ | -------------------------------- | ------------------- | ---------- |
| 1      | 鉱物燃料、オイル、蒸留製品など。 | 2,183,079,941ドル   | 2012年     |
| 2      | 電気・電子機器                   | 1,833,534,414ドル   | 2012年     |
| 3      | 機械、原子炉、ボイラーなど。     | 1,763,371,813ドル   | 2012年     |
| 4      | 鉄道、路面電車以外の車両         | 1,076,830,856ドル   | 2012年     |
| 5      | プラスチックおよびその物品       | 470,226,676ドル     | 2012年     |
| 6      | 光学、写真、技術、医療などの装置 | 465,101,524ドル     | 2012年     |
| 7      | 医薬品                           | 443,596,577ドル     | 2012年     |
| 8      | 鉄鋼                             | 379,113,147ドル     | 2012年     |
| 9      | 有機化学物質                     | 377,462,088ドル     | 2012年     |
| 10     | 真珠、貴石、金属、コインなど。   | 348,155,369ドル     | 2012年     |

出典：国際貿易センター

### エネルギー
エネルギー商品には、原油、特にWest Texas Intermediate （WTI）原油とブレント原油、天然ガス、暖房油、エタノール、精製テレフタル酸が含まれる。ヘッジはこれらの商品の一般的な慣行である。

#### 原油と天然ガス
長年にわたり、ウェストテキサスインターミディエイト（WTI）原油は、軽質原油かつスイート原油であり、世界で最も取引されている商品だった。WTIは、石油価格のベンチマークとして使用されるグレードである。これは、シカゴマーカンタイル取引所の石油先物契約の原商品である。WTIは、ブレント原油と並んで、石油価格に関するニュースレポートで頻繁に参照される。WTIはブレントよりも軽質かつスイートで、ドバイやオマーンよりもかなり軽質でスイートである。
2012年4月から10月まで、ブレント先物契約はWTIの契約を上回り、少なくとも1995年以来最長のストリークだった。
原油は軽質油でも重質油でもかまわない。石油は広く取引された最初のエネルギー形態だった。一部の商品市場の憶測は、イラク、バーレーン、イラン、ベネズエラなどの特定の州の安定性に直接関係している。ほとんどの商品市場は、不安定な地域の政治とそれほど結びついていない。
石油とガソリンは1,000バレル（42,000米ガロン）の単位で取引されている。WTI原油は、NYMEXを通じて取引記号CLで、Intercontinental Exchange （ICE）を通じて取引記号WBSで取引されている。ブレント原油は、ロンドン国際石油取引所を通じて取引記号BRNで、CMEでは取引記号BZで下取りされている。ガルフコーストガソリンは、LRの取引記号でNYMEXを通じて取引されている。ガソリン（酸素混合用の改質ガソリン混合ストックまたはRBOB）は、取引記号RBを介してNYMEXを通じて取引される。プロパンは、2013年初頭からIntercontinental Exchangeの子会社であるNYMEXを通じて、銘柄記号PNを介して取引されている。
天然ガスは、NYMEXを通じて10,000百万BTU単位で取引され、取引記号はNGである。灯油は、NYMEXを通じて取引記号HOで取引されている。

#### その他
精製テレフタル酸（PTA）は、ZCEを通じて5トン単位で取引され、取引記号はTAである。エタノールは、CBOTで29,000 US galの単位で、取引記号AC（オープンオークション）およびZE（電子）で取引されている。

### 金属

#### 貴金属
現在商品市場で取引されている貴金属は、トロイオンス単位で販売されている金、プラチナ、パラジウム、銀が含まれる。これらの貴金属の主な取引所の1つはCOMEXである。
ワールド・ゴールド・カウンシルによると、金への投資は業界の成長の主な推進力である。金の価格は非常に変動しやすく、投機的な資金の大量の流れによって引き起こされる。

#### 工業用金属
工業用金属は、ロンドン金属取引所とニューヨーク・マーカンタイル取引所を通じてメートルトンで販売されている。ロンドン金属取引所の取引には、銅、アルミニウム、鉛、スズ、アルミニウム合金、ニッケル、コバルト、モリブデンがあった。2007年、鉄鋼はロンドン金属取引所で取引を開始した。
鉄鉱石は、工業用金属誘導体への最新の追加である。ドイツ銀行は2008年に最初に鉄鉱石スワップの提供を開始し、他の銀行もすぐにそれに続いた。それ以来、市場の規模は2008年から2012年の間に毎年2倍以上になった。

### 農産物
農産物には、穀物、食品、繊維、家畜、肉が含まれ、さまざまな規制機関が農産物を定義している。
1900年には、トウモロコシの作付面積は米国の小麦の2倍だった。しかし、1930年代から1970年代にかけて、大豆の作付面積はトウモロコシを上回った。1970年代初頭、比較的安定していた穀物と大豆の価格は、「当時は想像もできなかったレベルまで急騰した」。「1973年10月のアラブ石油禁輸による原油価格の高騰（米国のインフレは1975年に11％に達した）」など、価格に影響を与える要因は数多くあった。
2010年7月21日、米国議会は、農産物の定義を変更して、ドッド＝フランク・ウォール街改革・消費者保護法を可決した。ドッド・フランク法が使用する操作上の定義には、「[a]植物、動物、水生生物など、それぞれのクラス内で一般的に代替可能である生物である、またはかつては生物に由来する、またはそれらに由来する他のすべての商品、および主に人間の食物、避難所、動物飼料、または天然繊維に使用される。」他の3つのカテゴリーが説明され、リストされた。
2013年2月、コーネルロースクールには、製材、大豆、油糧種子、家畜（生きた牛と豚）、乳製品が含まれていた。農産物には、製材（木材および森林）、貯蔵穀物を除く穀物（小麦、オート麦、大麦、ライ麦、穀物ソルガム、綿、亜麻、飼料、飼いならされた干し草、在来草）、野菜（ジャガイモ、トマト、スイートコーン、乾燥）が含まれる。豆、乾燥エンドウ豆、冷凍および缶詰エンドウ豆）、果物（オレンジ、リンゴ、ブドウなどの柑橘類）トウモロコシ、タバコ、米、ピーナッツ、サトウキビ、サトウキビ、ヒマワリ、レーズン、苗床作物、ナッツ、大豆コンプレックス、水産養殖魚ヒレ、軟体動物、甲殻類、水生無脊椎動物、両生類、爬虫類、または水生植物農場で栽培されている植物などの農場種。

### ダイヤモンド
2012年現在、ダイヤモンドは商品としては取引されていない。機関投資家は、「血のダイヤモンド」に対するキャンペーン、ダイヤモンド市場の独占構造、およびダイヤモンド価格の統一基準の欠如によって撃退された。2012年、SECは、アントワープダイヤモンド証券取引所の本拠地であるアントワープに保管庫と配送ポイントを備えた1カラットのダイヤモンドの単位でオンラインで取引する「最初のダイヤモンド担保上場投資信託」を作成する提案を検討した。取引基金は、ニューヨーク市に拠点を置くIndexIQという会社によって支援された。IndexIQは、2008年以来すでに14の上場投資信託を導入している。
シティグループのアナリストによると、研磨されたダイヤモンドの年間生産量は約180億ドルである。金のように、ダイヤモンドは簡単に認証され、耐久性がある。世界のダイヤモンド独占デビアスがかつて新しいダイヤモンド市場のほぼ90％（2013年までに40％に減少）を占めていたため、ダイヤモンドの価格は金属よりも安定している。

### その他の商品市場
シンガポール商品取引所でのゴム取引1 kgの価格はUSセントである。パーム油の取引はマレーシアリンギ（RM）、マレーシア証券取引所での1 kgの価格はUSセントである。羊毛は1kgあたりのAUDで取引される。ポリプロピレンとリニア低密度ポリエチレン（LL）は、ロンドン金属取引所で1,000kgあたりの米ドルで取引されたが、2011年に引き下げられた。

## 規制機関とポリシー

### アメリカ
米国では、商品および先物市場の主要な規制当局は商品先物取引委員会（CFTC）である。National Futures Association（NFA）は1976年に設立された、先物業界の自主規制機関である。NFAの最初の規制業務は、1982年に開始され、商品先物取引委員会法の商品取引所法に該当する。
ドッド・フランク法は、2008年の金融危機に対応して制定された。それは、CFTCに対し、ポジションをさらに制限し、店頭取引を規制するよう求める「農産物の投機を制限するための強力な措置」を求めた。

### 欧州連合
金融商品指令（MiFID）の市場は、EUの金融サービス市場の運営を規制する欧州委員会の金融サービス行動計画の基礎である。2012年に欧州議会（EP）と経済財務相理事会（ECOFIN）によってレビューされた。欧州議会は、2012年10月26日に、「市場の乱用の防止」と「秩序ある価格設定と決済条件」のサポートを目的とした「商品デリバティブのポジション制限の規定」を含む改訂版のMifidIIを採用した。
パリに拠点を置き、2011年に設立された欧州証券市場監督局（Esma）は、「EU全体の金融市場監視機関」である。Esmaは、Mifid IIで説明されているように、商品デリバティブにポジション制限を設定する。
EPは、2012年9月に、「世界的な食料価格の上昇と価格の変動を引き起こした」「商品市場での虐待的な投機を終わらせる」ために、商品デリバティブ市場の規制強化に賛成した。2012年7月、「世界の食料価格は10％上昇した」（世界銀行2012）。英国の上級MEPアーリーンマッカーシーは、「過剰な食糧投機にブレーキをかけ、飢餓から利益を得る巨人を推測する」ことを求め、「利益を得る者の利益にのみ役立つ」という不道徳な慣行を終わらせた。2012年3月、EPメンバーのMarkus Ferberは、高頻度取引と商品価格操作の制限を強化することを目的とした、欧州委員会の提案の修正を提案した。